# Livia Venturini
Livia Venturini (Roma, 31 marzo 1926 – Roma, 13 agosto 2008) è stata un'attrice italiana.

## Biografia
È stata attiva principalmente nel dopoguerra, interpretando parti spesso di raccordo ma finemente caratterizzate. 
Nel 1953, sotto la direzione di Federico Fellini, recita nell'episodio Agenzia Matrimoniale del film L'amore in città. Fellini la recluterà l'anno successivo in La strada. Ma il ruolo che la rende nota al grande pubblico è quello di Parisina, anziana proprietaria della macelleria e madre di Vitellozzo (Carlo Monni) in Non ci resta che piangere. 
Nel 2007 interpreta un piccolo ruolo nel film Chi nasce tondo....

## Filmografia parziale
- Tristi amori, regia di Carmine Gallone (1943)
- T'amerò sempre, regia di Mario Camerini (1943) - non accreditata
- La leggenda di Faust, regia di Carmine Gallone (1950)
- La bisarca, regia di Giorgio Simonelli (1950)
- Papà ti ricordo, regia di Mario Volpe (1952)
- Moglie per una notte, regia di Mario Camerini (1952)
- Rosalba, la fanciulla di Pompei, regia di Natale Montillo (1952)
- L'amore in città - segmento Agenzia matrimoniale, regia di Federico Fellini (1953)
- La strada, regia di Federico Fellini (1954)
- Guardia, guardia scelta, brigadiere e maresciallo, regia di Mauro Bolognini (1956)
- Mina... fuori la guardia, regia di Armando William Tamburella (1961)
- La cuccagna, regia di Luciano Salce (1962)
- Non ci resta che piangere, regia di Roberto Benigni e Massimo Troisi (1984)
- Sogni e bisogni, regia di Sergio Citti – miniserie TV (1985)
- I giorni randagi, regia di Filippo Ottoni (1988)
- Aquile, regia di Nini Salerno (1989)
- Mortacci, regia di Sergio Citti (1989)
- Classe di ferro - serie TV, episodi 1x08, 1x12, 2x11 (1989-1991)
- Infelici e contenti, regia di Neri Parenti (1992)
- Ritorno a casa Gori, regia di Alessandro Benvenuti (1996)
- Chi nasce tondo..., regia di Alessandro Valori (2007)
- I Viceré, regia di Roberto Faenza (2007)